# Каннський кінофестиваль 1962
15-й Каннський міжнародний кінофестиваль відбувся з 7 по 23 травня у Каннах, Франція. У конкурсі було представлено 35 повнометражних фільмів та 27 короткометражок. Поза конкурсом було показано 2 стрічки. Фестиваль відкрито показом стрічки Коханці з Теруеля французького режисера Реймона Руло .

## Журі
- Тецуро Фурукакі — Голова журі,  Японія
- Генрі Дойчмайстер, віце-голова,  Франція
- Софі Демаре,  Франція
- Жан Дютур,  Франція
- Мел Феррер,  США
- Ромен Гарі,  Франція
- Єжи Кавалерович,  Польща
- Ернст Крюгер,  ФРН
- Юлій Райзман,  СРСР
- Маріо Сольдаті,  Італія
- Франсуа Трюффо,  Франція

Програми короткометражних фільмів
- Чарльз Форд, голова,  Франція
- Чарльз Дюванель,  Швейцарія
- Дерек Прауз,  Велика Британія
- Жорж Рук'є,  Франція
- Андреас Віндінг ,  Франція

## Фільми-учасники конкурсної програми
Повнометражні фільми
| Фільм                        | Назва мовою оригіналу                     | Режисер                    | Країна                   |
| ---------------------------- | ----------------------------------------- | -------------------------- | ------------------------ |
| Аль Гаріб аль Сагхір         | Al gharib al saghir                       | Джордж Нассер              | Ліван                    |
| Ангел-винищувач              | El Angel Exterminador                     | Луїс Бунюель               | Мексика                  |
| Безневинні                   | The Innocents                             | Джек Клейтон               | Велика Британія США      |
| Богиня                       | দেবী / Devi                                 | Сатьяджит Рай              | Індія                    |
| Будинок без вікон            | Dom bez okien                             | Станіслав Єндрика          | Польща                   |
| Ян Гуйфей / Велика наложниця | 楊貴妃 / Yáng Guìfēi                      | Лі Ханьсян                 | Гонконг                  |
| Виконавець обітниці          | O Pagador de Promessas                    | Анселму Дуарте             | Бразилія                 |
| Вкрали бомбу                 | S-a furat o bombă                         | Іон Попеску-Гопо           | Румунія                  |
| Гаррі і дворецький           | Harry og kammertjeneren                   | Берт Крістенсен            | Данія                    |
| Двоє                         | Dvoje                                     | Александр Петровіч         | СФРЮ                     |
| Діти сонця                   | Les Enfants du soleil                     | Жак Северак                | Марокко Франція          |
| Довгий день йде у ніч        | Long Day's Journey into Night             | Сідні Люмет                | США                      |
| Душі і ритми                 | Âmes et rythmes                           | Абделазіз Рамдані          | Марокко                  |
| Електра                      | Ηλέκτρα                                   | Міхаліс Какоянніс          | Греція                   |
| Затемнення                   | L'eclisse                                 | Мікеланджело Антоніоні     | Італія Франція           |
| Йосип-мрійник                | Ba'al Hahalomot                           | Аліна Гросс та Йорам Гросс | Ізраїль                  |
| Клео від 5 до 7              | Cléo de 5 à 7                             | Аньєс Варда                | Франція                  |
| Коли дерева були великими    | Когда деревья были большими               | Лев Куліджанов             | СРСР                     |
| Коханці з Теруеля            | Les Amants de Teruel                      | Реймон Руло                | Франція                  |
| Людина з першого століття    | Muž z prvního století                     | Олджрих Ліпський           | Чехословаччина           |
| Місто ливарного заводу       | キューポラのある街 / Kyupora no aru machi | Кіріо Ураяма               | Японія                   |
| Пласідо                      | Plácido                                   | Луїс Гарсіа Берланга       | Іспанія                  |
| Полонена зграя               | Пленено ято                               | Дучо Мундров               | Болгарія                 |
| Процес Жанни Д'Арк           | Procès de Jeanne d'Arc                    | Робер Брессон              | Франція                  |
| Рада і згода                 | Advise & Consent                          | Отто Премінґер             | США                      |
| Розлучення по-італійськи     | Divorzio all'italiana                     | П'єтро Джермі              | Італія                   |
| Свобода                      | Liberté I                                 | Ів Чампі                   | Франція Сенегал          |
| Сімдесят сім разів           | Setenta veces siete                       | Леопольдо Торре Нільссон   | Аргентина                |
| Смак меду                    | A Taste of Honey                          | Тоні Річардсон             | Велика Британія          |
| Собачий світ                 | Mondo Cane                                | Гуалтьєро Якопетті         | Італія                   |
| Терор у савані               | Konga Yo                                  | Ів Аллегре                 | Франція Республіка Конго |
| У кроках Будди               | In the Steps of Buddha                    | Прагнасома Геттіарачі      | Шрі-Ланка                |
| Усе рушиться                 | All Fall Down                             | Джон Франкенгеймер         | США                      |
| Хліб наших ранніх років      | Das Brot der frühen Jahre                 | Герберт Веселі             | ФРН                      |
| Чарівна Джулія               | Julia, Du bist zauberhaft                 | Альфред Вейденманн         | Австрія Франція          |

## Фільми позаконкурсної програми
- Боккаччо-70 / Boccaccio '70, режисери Маріо Монічеллі, Федеріко Фелліні, Лукіно Вісконті, Вітторіо де Сіка,  Італія
- Злочин не вигідний / Le crime ne paie pas, режисер Жерар Урі,  Франція

## Нагороди
- Золота пальмова гілка: Виконавець обітниці, режисер Анселму Дуарте
- Приз журі:
  - Затьмарення, режисер Мікеланджело Антоніоні
  - Процес Жанни Д'Арк, режисер Робер Брессон
- Приз за найкращу чоловічу роль:
  - Джейсон Робардс, Дін Стоквелл і Ральф Річардсон у фільмі Довгий день йде у ніч
  - Мюррей Мелвін у фільмі Смак меду
- Приз за найкращу жіночу роль:
  - Кетрін Гепберн у фільмі Довгий день йде у ніч
  - Ріта Ташінгем у фільмі Смак меду
- Технічний Гран-прі:
  - Коханці з Теруеля, режисер Реймон Руло
  - Електра, режисер Міхаліс Какоянніс
  - Ян Гуйфей / Велика наложниця, режисер Лі Ханьсян
- Найкраща кінематографічна транспозиція: Електра, режисер Міхаліс Какоянніс
- Найкраща комедія: Розлучення по-італійськи, режисер П'єтро Джермі
- Приз Міжнародної Католицької організації в царині кіно (OCIC) : Процес Жанни Д'Арк, режисер Робер Брессон